# Elezioni generali in Zambia del 2001
Le elezioni generali in Zambia del 2001 si tennero il 27 dicembre per l'elezione del Presidente e il rinnovo dell'Assemblea nazionale.

## Risultati

### Elezioni presidenziali
| Levy Mwanawasa            | Movimento per la Democrazia Multipartitica | 506 694   | 29,15 |  |  |  |  |  |
| Anderson Mazoka           | Partito Unito per lo Sviluppo Nazionale    | 472 697   | 27,20 |  |  |  |  |  |
| Christon Tembo            | Forum per la Democrazia e lo Sviluppo      | 228 861   | 13,17 |  |  |  |  |  |
| Tilyenji Kaunda           | United National Independence Party         | 175 898   | 10,12 |  |  |  |  |  |
| Godfrey Miyanda           | Heritage Party                             | 140 678   | 8,09  |  |  |  |  |  |
| Benjamin Mwila            | Partito Repubblicano dello Zambia          | 85 472    | 4,92  |  |  |  |  |  |
| Michael Sata              | Fronte Patriottico                         | 59 172    | 3,40  |  |  |  |  |  |
| Nevers Mumba              | Coalizione Nazionale dei Cittadini         | 38 860    | 2,24  |  |  |  |  |  |
| Gwendoline Konie          | Partito Social Democratico                 | 10 253    | 0,59  |  |  |  |  |  |
| Inonge Mbikusita-Lewanika | Agenda per lo Zambia                       | 9 882     | 0,57  |  |  |  |  |  |
| Yobert Shamapande         | Guida Nazionale per lo Sviluppo            | 9 481     | 0,55  |  |  |  |  |  |
| Totale                    | Totale                                     | 1 737 948 | 100   |  |  |  |  |  |
|                           |                                            |           |       |  |  |  |  |  |
| Voti non validi           | Voti non validi                            | 28 408    | 1,61  |  |  |  |  |  |
| Votanti                   | Votanti                                    | 1 766 356 |       |  |  |  |  |  |

### Elezioni parlamentari
| Liste                                      | Voti      | %     | Seggi |
| ------------------------------------------ | --------- | ----- | ----- |
| Movimento per la Democrazia Multipartitica | 490 680   | 28,02 | 69    |
| Partito Unito per lo Sviluppo Nazionale    | 416 236   | 23,77 | 49    |
| Forum per la Democrazia e lo Sviluppo      | 272 817   | 15,58 | 12    |
| United National Independence Party         | 185 535   | 10,59 | 13    |
| Heritage Party                             | 132 311   | 7,55  | 4     |
| Partito Repubblicano dello Zambia          | 97 010    | 5,54  | 1     |
| Fronte Patriottico                         | 49 362    | 2,82  | 1     |
| Coalizione Nazionale dei Cittadini         | 35 632    | 2,03  | –     |
| Altri <0,25%                               | 12 434    | 0,71  | –     |
| Indipendenti                               | 59 335    | 3,39  | 1     |
| Totale                                     | 1 751 352 | 100   | 150   |